# Amakusanthura pimelia
Amakusanthura pimelia là một loài chân đều trong họ Anthuridae. Loài này được Poore & Lew Ton miêu tả khoa học năm 1985.